# Melasina autopetra
Melasina autopetra är en fjärilsart som beskrevs av Edward Meyrick 1907. Melasina autopetra ingår i släktet Melasina och familjen säckspinnare. Inga underarter finns listade i Catalogue of Life.